# Госпитальеры (медицинский батальон)
Госпитальеры (укр. Медичний батальйон «Госпітальєри») — украинский добровольческий медицинский батальон, принимавший участие в российско-украинской войне. Образован 6 июля 2014 года, занимается оказанием первой помощи и эвакуацией раненых солдат ВСУ из зоны боевых действий. Девиз батальона — «Ради каждой жизни!». Формирование входит в состав Украинской добровольческой армии.
По информации на 2018 год, госпитальеры спасли более 2750 украинских солдат.

## История
Медицинский батальон госпитальеров был основан 6 июля 2014 года волонтером Яной Зинкевич, которой на тот момент было 18 лет. В 2017 году Яна Зинкевич поступила в Государственную медицинскую академию Днепра.В более позднем интервью Яна рассказала, как ожесточенные бои за украинские села Карловку и Пески заставили её задуматься о необходимости создания добровольческой медицинской части. Подразделение названо в честь рыцарей-госпитальеров, средневекового христианского военного ордена. В начале 2016 года оно вошло в состав Добровольческого украинского корпуса.
Яна Зинкевич является бессменным командиром медицинского батальона госпитальеров. По состоянию на март 2017 г. формирование насчитывало 60 человек личного состава (еще 100 находились в резерве). В 2019 году на базе медицинского батальона создано коммунальное предприятие «Госпитальеры Днепра» в одноимённом городе, которое проводит курсы первой медицинской помощи для военнослужащих ВСУ и территориальной обороны, заинтересованных гражданских. Финансируется из бюджета города.

## Деятельность
Батальон оказывает помощь всем добровольцам, военным, а также мирному населению, находящемуся в зоне проведения боевых действий и нуждающемуся в первой помощи, экстренном медицинском вмешательстве или терапевтическом лечении. Больничные бригады эвакуируют, стабилизируют и транспортируют раненых из зоны боевых действий в штабы или военные госпитали. Волонтеры медбата осуществляют постоянную поддержку раненых в городе Днепр, в больнице Мечникова, куда привозят тяжело раненых.
Также медики госпитальеров работают прямо на передовой, где они оказывают помощь украинским военным, как добровольческим подразделениям, так и официальным Вооружённым силам Украины. Это увеличивает шансы на выживаемость солдат, так появляется возможность сразу же стабилизировать раненого и эвакуировать его в безопасное место. Некоторые служащие батальона имеют постоянные должности в прифронтовых госпиталях, например в Авдеевке, где госпитальеры оказывают поддержку врачам 66-й местной больницы.
На 2022 год продолжает свою деятельность, помогая раненым в Киеве и других городах Украины, которых коснулась российско-украинская война.